# استنباط فراوانی‌گرایانه
استنباط فراوانی‌گرایانه (به انگلیسی: Frequentist inference) یکی از روش‌های کلی استنباط آماری است که بر تعبیر فراوانی از احتمال تاکید دارد. آزمون فرض آماری و تخمین بازه اطمینان از کاربردهای مشهور این روش‌کلی هستند. روش‌های کلی دیگر استنباط آماری استنباط بیزی و  استنباط اتکایی نام دارند.
استنباط فراوانی‌گرایانه دو تفاوت کلی با استنباط بیزی دارد:
- در استنباط فراوانی‌گرایانه پارامتر مجهول معمولاً به عنوان یک مقدار ثابت در نظر گرفته می‌شود و راهی برای تعبیر آن به عنوان متغیر تصادفی وجود ندارد.
- در حالی که هردو روش برپایهٔ احتمالات کار می‌کنند، نتیجهٔ استنباط بیزی یک توزیع احتمال برای پارامتر مورد نظر است، در حالی که نتیجهٔ روش‌های فراوانی‌گرایانه یا قبول/رد فرض آماری است (به کمک آزمون‌های معناداری آماری) یا یک بازه اطمینان مشخص که مقدار پارامتر را در بر می‌گیرد.